# 郝建枝
郝建枝（1962年—），山东招远人，汉族，中华人民共和国政治人物、全国人民代表大会山东地区代表。

## 生平
毕业于山东轻工业学院硅酸盐专业。加入农工党。担任华光陶瓷集团有限公司副总工程师，兼任技术中心主任。2008年起担任全国人大代表。